# Rainswood, Virginia
Rainswood là một cộng đồng chưa hợp nhất ở các quận Northumberland và Richmond, thuộc bang Virginia của Hoa Kỳ.